# Джон Масіоніс
Джон Масіоніс (англ. John Macionis, 27 травня 1916 — 16 лютого 2012) — американський плавець.
Призер Олімпійських Ігор 1936 року.